# Marcel Duchamp

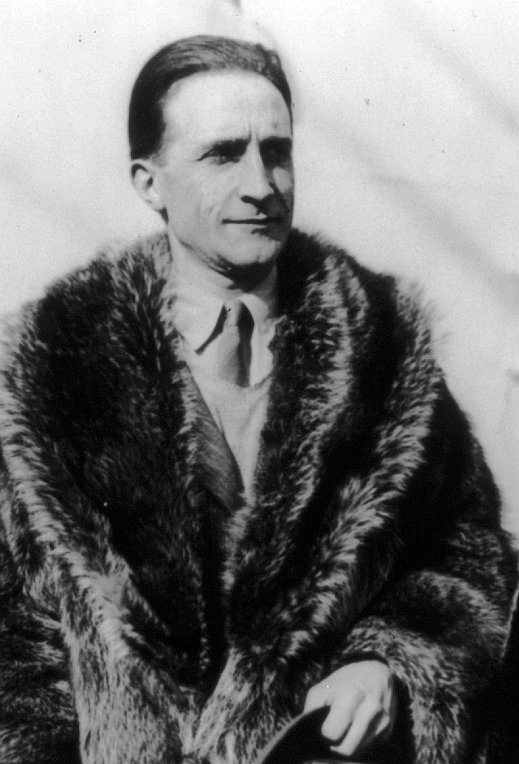
Marcel Duchamp, um 1927

Marcel Duchamp (Aussprache [maʁsɛl dyʃɑ̃], * 28. Juli 1887 in Blainville-Crevon, Frankreich; † 2. Oktober 1968 in Neuilly-sur-Seine bei Paris, Frankreich), eigentlich Henri Robert Marcel Duchamp, war ein französisch-amerikanischer Maler und Objektkünstler. Er ist Mitbegründer der Konzeptkunst und zählt zu den Wegbereitern des Dadaismus und Surrealismus. Nach ihm ist der Prix Marcel Duchamp benannt.

## Leben

### Frühe Jahre

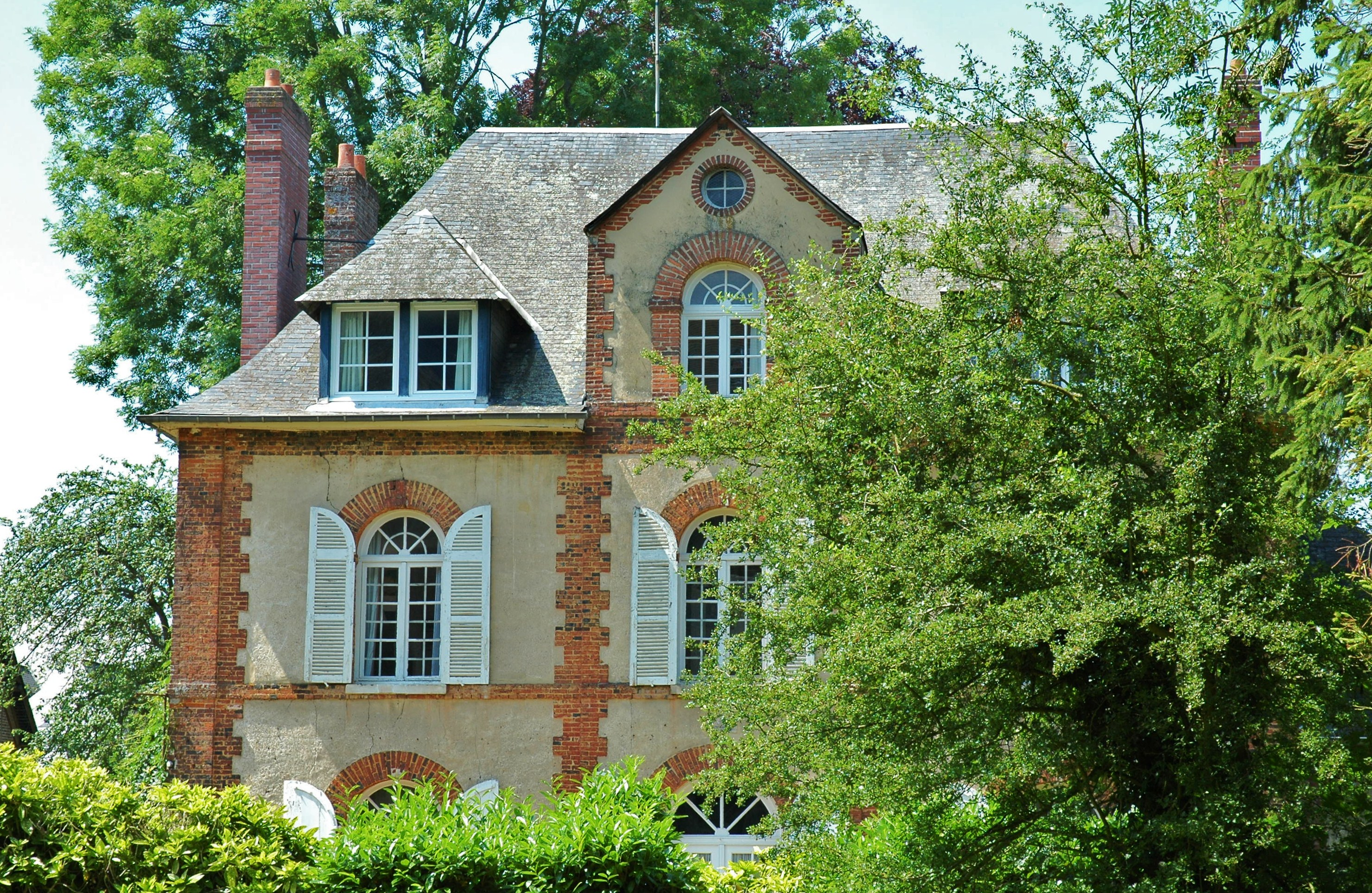
Elternhaus von Marcel Duchamp in Blainville, 2009

Henri Robert Marcel Duchamp wurde 1887 als drittes von sechs Kindern des Notars Justin-Isidore „Eugène“ Duchamp (1848–1925) und dessen Frau Marie Caroline Lucie Duchamp, einer Tochter des Malers, Kupferstechers und Schiffmaklers Émile Frédéric Nicolle (1830–1894), in Blainville-Crevon bei Rouen geboren. Duchamps ältester Bruder Gaston, unter dem Pseudonym Jacques Villon (1875–1963) bekannt, widmete sich der Malerei. Sein Bruder Raymond Duchamp-Villon (1876–1918) war ein bedeutender Bildhauer des Kubismus. Von den drei Schwestern Duchamps, Suzanne (* 1889), Yvonne (* 1895) und Magdelaine (* 1898), war die älteste, Suzanne Duchamp, ebenfalls Malerin. Als Kind spielte er oft mit Suzanne, da die beiden älteren Brüder auswärts in Rouen die Schule besuchten. 1896 erhielt Duchamp sein „Certificat d’étude primaire“ an der Grundschule in Blainville, wurde im Oktober 1897 Internatsschüler an der École Bossuet in Rouen und erhielt Unterricht am Lycée Corneille. 1902, mit 15 Jahren, begann Duchamp zu malen. Seine ersten Bilder waren noch von dem damals herrschenden impressionistischen Malstil beeinflusst. Im darauffolgenden Jahr entstanden Skizzen von seiner Schwester Suzanne und seiner Großmutter sowie unter anderem von Robert Pichon, einem Maler und Freund der Familie aus Rouen.

### Studium

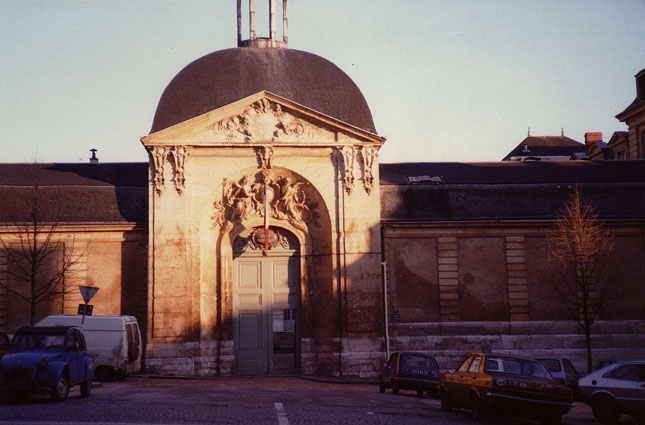
Eingangstor des Lycée Corneille de Rouen, 1981

Im Juli 1904 erhielt Duchamp das „Baccalauréat de philosophie“ am Lycée Corneille in Rouen. Hiernach ging er für einige Monate an die private Kunstschule Académie Julian in Paris, wo er bei seinem Bruder Jacques Villon in der rue Caulaincourt 71 wohnte. Während seiner Studien an der Akademie setzte er sich vorwiegend mit der impressionistischen Malerei auseinander. Im Oktober 1905 meldete er sich freiwillig zum Militär und nutzte ein Gesetz aus, das Ärzten, Rechtsanwälten, Facharbeitern und Handwerkern eine von drei auf ein Jahr verkürzte Militärdienstzeit garantierte. Seine Tätigkeit als Kunsthandwerker (ouvrier d’art) konnte er nachweisen, da er ab Mai 1905 in Rouen, wohin seine Eltern gezogen waren, bei der Imprimerie de la Vicomte eine Lehre begann, die er nach fünf Monaten erfolgreich abschloss. Sein grafisches Prüfungswerk bestand aus Druckerpressenabzügen einer Radierung seines Großvaters Émile Nicolle. Nach dem Ende des Wehrdiensts im Oktober 1906 kehrte er nach Paris zurück und nahm sich eine Wohnung in der rue Caulaincourt 65. In der nächsten Zeit versuchte er sich als Illustrator.

### Erste Ausstellungen

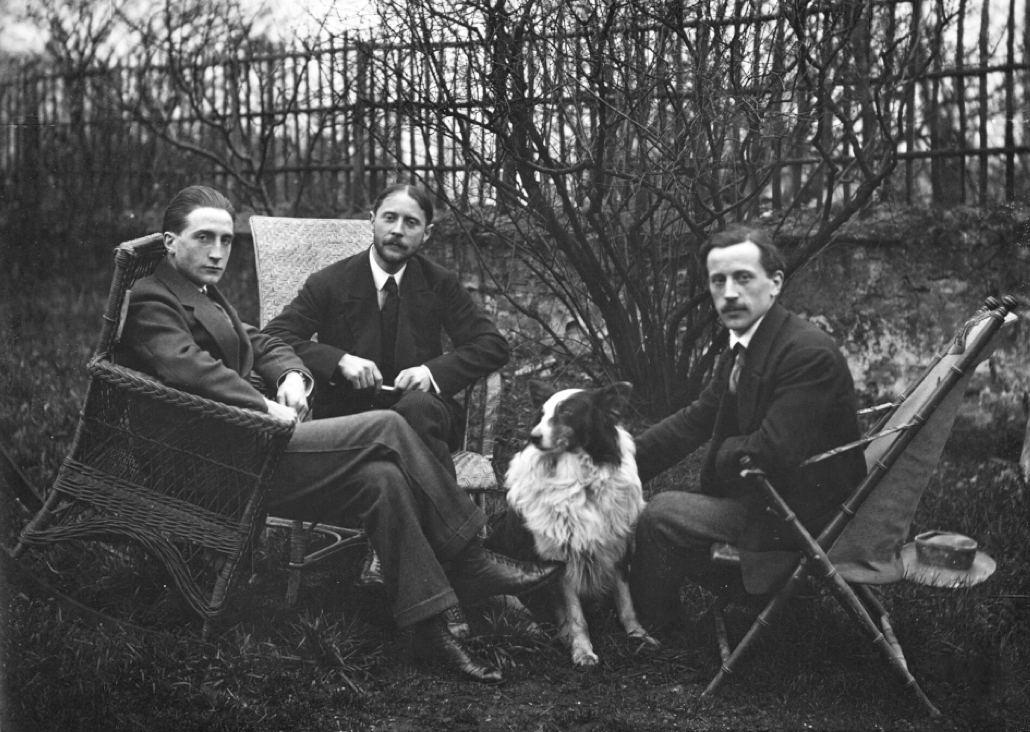
Von links nach rechts: Marcel Duchamp, Jacques Villon und Raymond Duchamp-Villon im Garten von Jacques Villons Studio in Puteaux, Foto Smithsonian Institution, um 1913

Von Juli 1908 bis Oktober 1913 lebte er in Neuilly in der Nähe seines älteren Bruders Jacques Villon, der in Puteaux wohnte. In dessen Garten kamen ab 1911 immer sonntags neben seinen Brüdern Künstler und Schriftsteller wie Albert Gleizes, Henri Le Fauconnier, Roger de La Fresnaye, Jean Metzinger und Guillaume Apollinaire zusammen; die Treffen führten zur Bildung der sogenannten Puteaux-Gruppe.
1909 nahm Duchamp in Paris an der Ausstellung des Salon des Indépendants, die vom 25. März bis 2. Mai dauerte, mit zwei Bildern teil, wovon eines die Landschaft von 1908 war. Für die vom 1. Oktober bis 8. November stattfindende Ausstellung des Salon d’Automne trug Duchamp drei Werke bei, darunter die Werke Auf den Klippen von 1908 und Saint Sébastien von 1909, das im damaligen Katalog zur Ausstellung unter dem Titel Veules (Eglise) aufgeführt wurde. Nachdem er einige Zeit Karikaturen für mehrere Zeitschriften gezeichnet hatte, wandte er sich wie seine Brüder 1911 dem Kubismus zu. Im selben Jahr freundete er sich mit Guillaume Apollinaire und Francis Picabia an. Wie Francis Picabia, Albert Gleizes, Juan Gris und sein Bruder Jacques Villon war Marcel Duchamp Mitglied der Section d’Or sowie der Puteaux-Gruppe.

### Stilwandel ab 1912
Ende Juni 1912 fuhr Duchamp auf Vorschlag des deutschen Malers Max Bergmann, den er aus Paris kannte, nach München, wo er knapp drei Monate blieb („Mein Aufenthalt in München war der Ort meiner völligen Befreiung.“). Beim Besuch des Deutschen Museums und der Bayerischen Gewerbeschau fand er wichtige technische Details als Inspiration für seine Arbeit. Er verschickte Postkarten vom Hofbräuhaus und vom Nymphenburger Schloss und ließ sich von Heinrich Hoffmann fotografieren.
Auch besuchte er oft die Alte Pinakothek und sah die Gemälde Lucas Cranachs, die er schätzte und die einen Einfluss auf sein in München entstandenes letztes kubistisches Gemälde Die Braut hatten. Ferner begann er mit den Studien für Die Neuvermählte/Braut wird von ihren Junggesellen entkleidet, sogar (oder: Großes Glas).

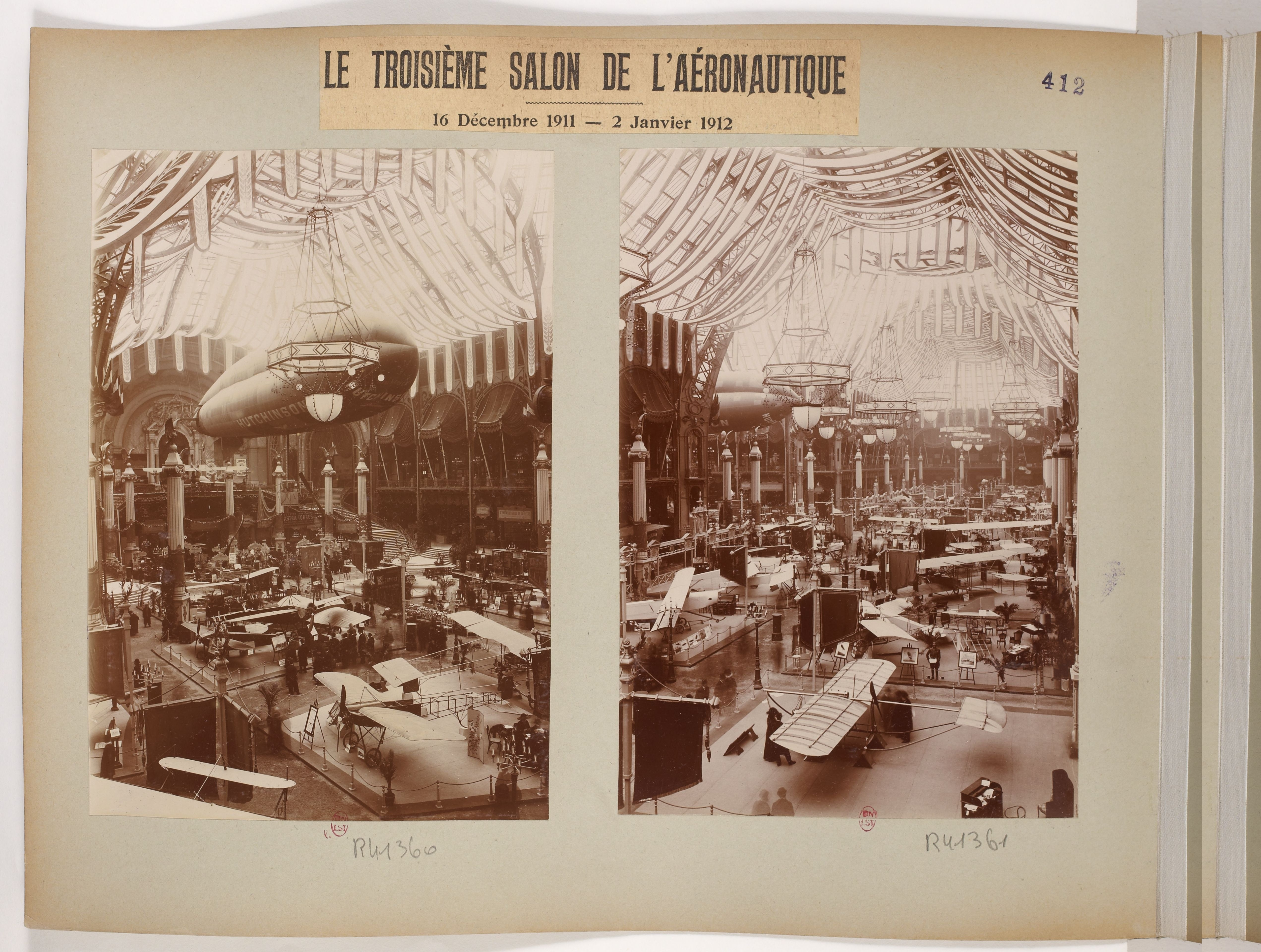
Pariser Luftfahrtschau 1912

Mit Constantin Brâncuși und Fernand Léger besuchte Duchamp im Herbst des Jahres 1912 die Luftfahrtschau im Pariser Grand Palais. Duchamp bemerkte zu Brâncuşi angesichts der technischen Innovationen: „Die Malerei ist am Ende. Wer kann etwas Besseres machen als diese Propeller? Du etwa?“ Angesichts der perfekten industriellen Form hatte der Besuch auf die Gruppe eine ähnliche Wirkung wie etwas früher afrikanische Masken auf Pablo Picasso. Duchamp gab die Malerei auf und schuf sein erstes Readymade Roue de bicyclette (Fahrrad-Rad), Brâncuşis polierte Skulpturen näherten sich der Industrieform, während Léger sich mit der Theorie befasste, wie die Kunst in den Stand versetzt werden könne, die Schönheit der Maschinen zu erreichen.
Duchamps Abschied von der „retinalen Malerei“ ging einher mit einer Hinwendung zu literarischen Quellen. „Ich spürte, daß es für einen Maler viel besser war, von einem Schriftsteller beeinflusst zu werden, als von einem anderen Maler.“ Im Mai 1912 begleitete er seinen Freund Apollinaire sowie Francis und Gabrielle Picabia zu einer Aufführung von Raymond Roussels Stück Eindrücke aus Afrika im Pariser Théâtre Antoine. „Es war grundlegend Roussel“, so erklärte Duchamp rückblickend in einem Gespräch von 1946, „der für mein Glas Die Braut von ihren Junggesellen nackt entblößt, sogar verantwortlich war.“ Einen anderen bedeutsamen Einfluss übte die Linguistik Jean-Pierre Brissets auf Duchamp aus. „Brisset und Roussel waren die beiden Männer, die ich in jenen Jahren am meisten bewunderte wegen ihres Phantasiedeliriums.“
Anfang November 1912 besuchten die amerikanischen Künstler Arthur B. Davies und Walt Kuhn Pariser Galerien, Ateliers und Privatsammlungen, sie waren auf der Suche nach Werken moderner Kunst für ihre geplante große Ausstellung, die Armory Show, in New York. Sie erhielten Hilfe durch den amerikanischen Maler Walter Pach, der seit 1907 in Paris lebte und fließend Französisch und Deutsch sprach. Pach verschaffte ihnen Zugang zu den Ateliers der Maler, führte sie in den Kunstsalon von Gertrude und Leo Stein ein und machte sie mit den Duchamp-Brüdern in Puteaux bekannt. Sie wählten mehrere Werke der Brüder für die Ausstellung aus, darunter vier von Marcel Duchamp. Im April 1913 nahm Duchamp nach einem erfolgreich absolvierten Kursus in Bibliothekswissenschaft seine Arbeit als Bibliotheksassistent an der Bibliothek Sainte-Geneviève in Paris auf.

### Die Armory Show

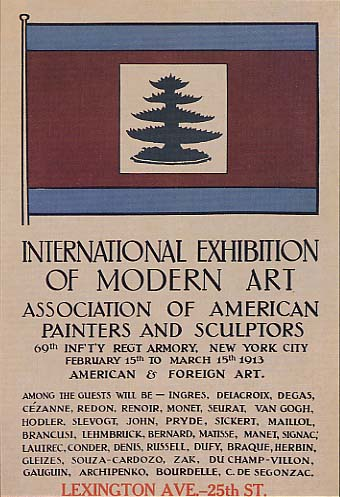
Poster der Armory Show, New York, 1913

Nachdem das Bild Akt, eine Treppe herabsteigend Nr. 2 (Nu descendant un escalier no.2) aus dem Jahr 1912 im selben Jahr vom Salon des Indépendants in Paris zurückgewiesen worden war, da es über das Programm der Kubisten um Gleizes und Metzinger hinausging, waren die Auswirkungen der Ablehnung für Duchamp von Dauer: „Es war ein wirklicher Wendepunkt in meinem Leben“, so zitiert ihn sein Biograf Calvin Tomkins, der ihn 1959 anlässlich eines Interviews für die Newsweek kennengelernt hatte. „Ich sah, daß ich mich danach nie mehr allzusehr für Gruppen interessieren würde“.
Ein Jahr später wurde das von Duchamp im kubistischen Stil mit gleichzeitigen futuristischen Elementen gemalte, stark von Eadweard Muybridges Bildfolge Woman walking downstairs beeinflusste Nude Descending a Staircase (No. 2) auf der Armory Show 1913 in New York gezeigt. Dort waren die avantgardistischen Stilströmungen Europas vom Impressionismus bis zur abstrakten Malerei erstmals in einer großen Ausstellung in den Vereinigten Staaten vertreten. Duchamp verwandelte das unbewegte Bild in ein scheinbar bewegtes und löste damit heftige Diskussionen aus, es machte ihn dort auf einen Schlag zu einer bekannten Persönlichkeit, da es das amerikanische Publikum provozierte. Duchamp war auf der Messe nicht anwesend; als einziger Künstler der europäischen Avantgarde war Francis Picabia mit seiner Frau Gabrielle vor Ort, der seinen Freunden von dem großen Ereignis berichtete. Duchamps insgesamt vier ausgestellte Werke wurden verkauft, als letztes fand der Akt, eine Treppe herabsteigend, für 342 Dollar einen Liebhaber. Gegenwärtig ist das Werk im Philadelphia Museum of Art ausgestellt.

### Die ersten Readymades
Duchamps Ansichten stellten den gängigen Kunstbegriff radikal in Frage: Als Readymade verwirklichte Marcel Duchamp das Konzept des Objet trouvé in seinem Fahrrad-Rad (1913), Flaschentrockner (1914) und Fontäne (1917). So kaufte er sich 1914 in dem Pariser Warenhaus Bazar de l’ Hôtel-de-Ville einen Flaschentrockner (Portes-bouteilles) aus Eisen und signierte ihn. Fahrrad-Rad besteht aus einer Kombination aus Rad, Fahrrad-Vordergabel und Holzhocker, bei den nachfolgenden werden ein industriell hergestelltes Drahtgestell zur Flaschentrocknung und ein Urinal auf einen Sockel gestellt und zur Kunst erklärt. Er vertrat öffentlich die Meinung, dass bereits die Auswahl eines Gegenstandes ein künstlerisches Werk sei, was zu einem Kunstskandal führte.

### Übersiedlung nach New York

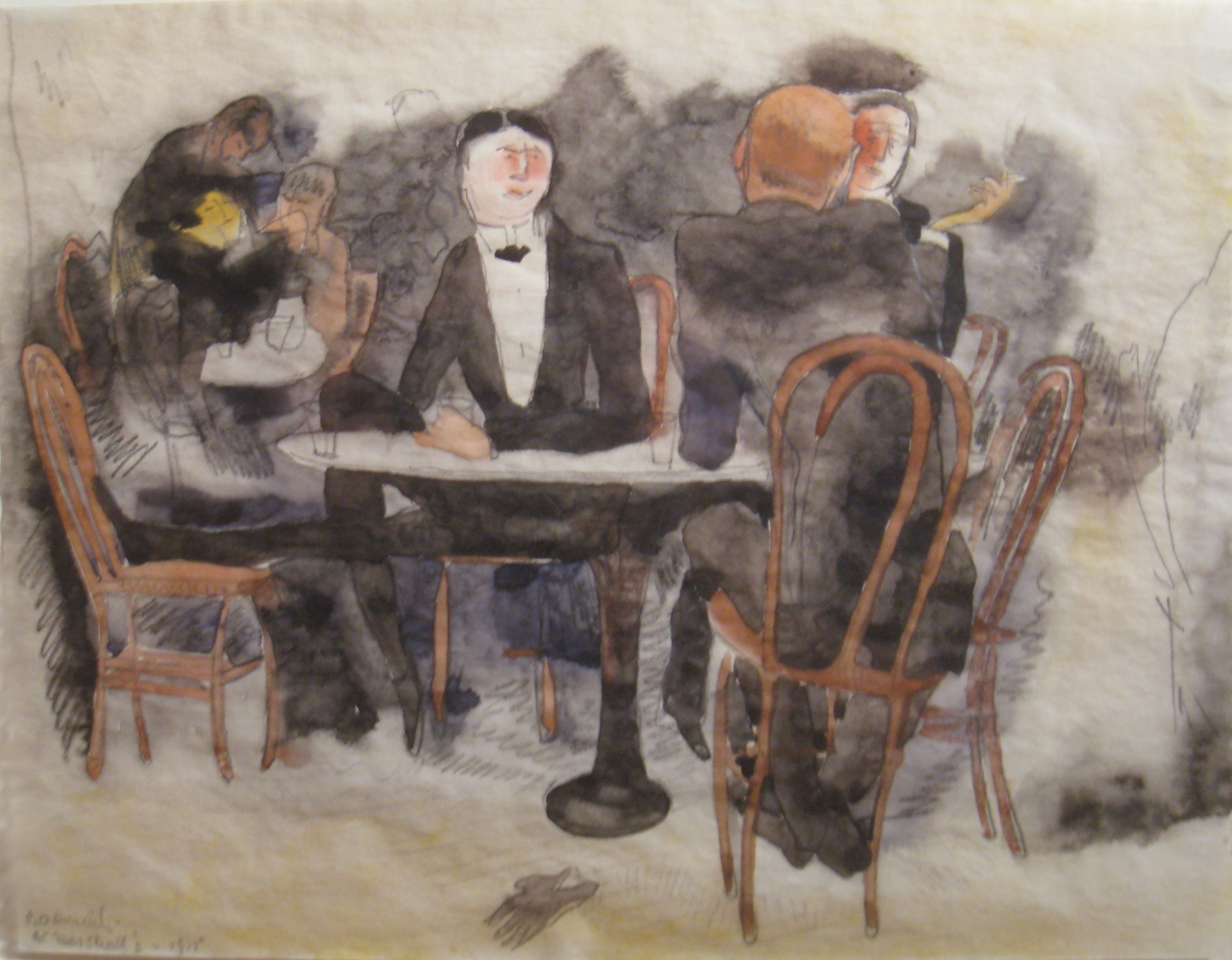
Charles Demuth: At Marshall’s, 1915. Abgebildet sind Duchamp, Edward Fisk und Marsden Hartley.

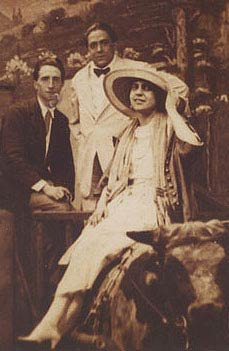
Duchamp, Francis Picabia und Beatrice Wood, 1917

Duchamp verließ Paris im Jahr 1915 und zog nach New York – er traf am 15. Juni des Jahres mit dem Schiff dort ein – und wohnte in den ersten Tagen bei Walter Pach und zog dann zunächst durch Pachs Vermittlung in ein Doppelappartement in der 33 West 67th Street, das dem Kunstsammler-Ehepaar Louise und Walter Arensberg gehörte, die den Sommer in Pomfret, Connecticut, verbrachten. Einen Monat später bezog er ein möbliertes Zimmer am Beekman Place und kurz darauf ein Studio im Lincoln Arcade-Building am Broadway. Walter Conrad Arensberg und Louise Arensberg wurden zu seinen wichtigsten Sammlern.

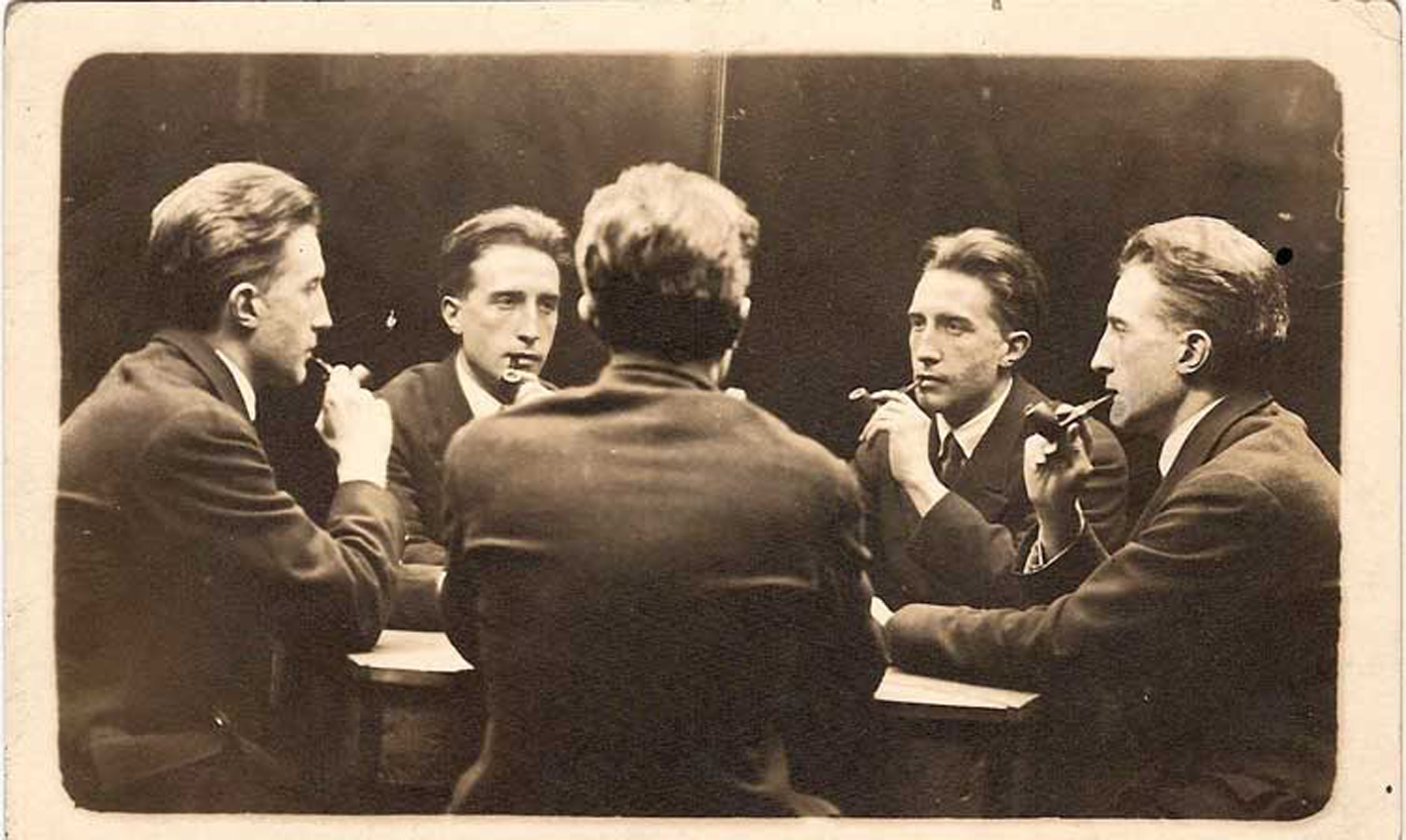
Mehrfachporträt Duchamps von unbekanntem Fotografen, 1917

Die Medien entdeckten Duchamp. Sich der Armory Show erinnernd, brachte die New York Tribune die Schlagzeile: „Der-Akt-eine-Treppe-herabsteigend-Mann inspiziert uns“ am 12. September des Jahres als erste Zeitung. Weitere Beiträge folgten im Herbst, und die Interviewer waren überrascht, dass das Schreckgespenst der Show so liebenswürdig war.

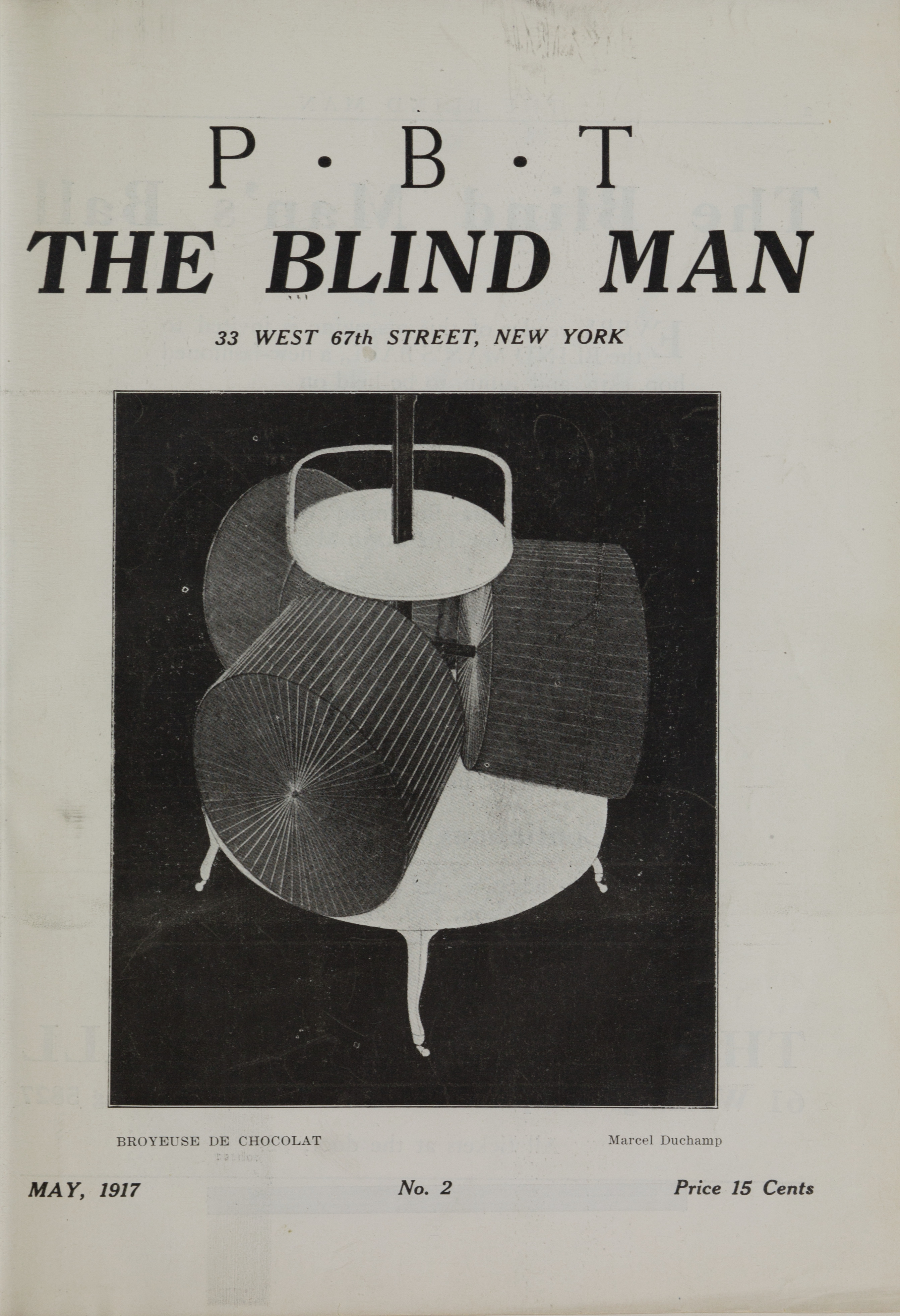
The Blind Man Nr. 2 (Mai 1917)

In New York traf Duchamp seinen Freund Francis Picabia wieder, der wie er und weitere Künstler wie Jean Crotti und Albert Gleizes aufgrund des Ersten Weltkriegs nach Amerika ausgewandert waren. 1916 gründete Duchamp zusammen mit weiteren Künstlern die Society of Independent Artists und gab 1917 zusammen mit Henri-Pierre Roché und Beatrice Wood die frühe dadaistische Publikation The Blind Man heraus, die in zwei Ausgaben im April und Mai des Jahres erschien.
Ebenfalls 1917 zog Duchamp in ein kleines Studio in der 33 West 67th Street, wo er bis Juli 1918 arbeitete. Ab Anfang des Jahres 1918 malte er dort sein letztes Ölbild auf Leinwand mit dem Titel Tu m’, interpretiert als „tu m’emmerdes“ („du gehst mir auf den Nerv“). Er schuf es im Auftrag von Katherine Sophie Dreier, die in ihrer Bibliothek eine lange schmale Fläche damit schmücken wollte. Am 13. August 1918 reiste er nach Buenos Aires ab, wo er bis zum Juni 1919 blieb. Dort spielte er intensiv Schach, zeichnete Schachspieler und fertigte detaillierte Studien für das Große Glas an, welches „mit einem Auge fast eine Stunde lang aus der Nähe zu betrachten ist“.

### Zurück in Paris
Ab 1919, wieder zurück in Paris, lernte er André Breton, Louis Aragon, Paul Éluard, Philippe Soupault und Jacques Rigaut, Dichter aus dem Kreis der Dadaisten und späteren Surrealisten, kennen. Duchamp arbeitete zu dieser Zeit an dem Readymade L.H.O.O.Q., einer Reproduktion der Mona Lisa, der er dadaistisch modifizierend einen Schnauz- und Spitzbart hinzugefügt hatte.
Ebenfalls 1919 nahm Duchamp das Pseudonym Rose Sélavy an, dem er Mitte des nächsten Jahres dem Wort Rose noch ein zweites „r“ hinzufügte und es in Rrose änderte. Einige seiner Werke waren mit diesem Namen gekennzeichnet. Der Name bedeutet in französischer Aussprache der Buchstabenfolge „Eros, c’est la vie“ („Eros, das ist das Leben“). Den Namen Rrose Sélavy gab Man Ray um 1921 ebenfalls einer Fotoserie, die er von Duchamp schuf, und in der dieser als Frau gekleidet porträtiert war. Im selben Jahr schuf Duchamp das Readymade Why not Sneeze, Rose Sélavy? (Warum nicht niesen, Rose Sélavy?), bestehend aus einem mit 152 marmornen Zuckerwürfeln und einem Stück Sepiaschale gefüllten Vogelkäfig.

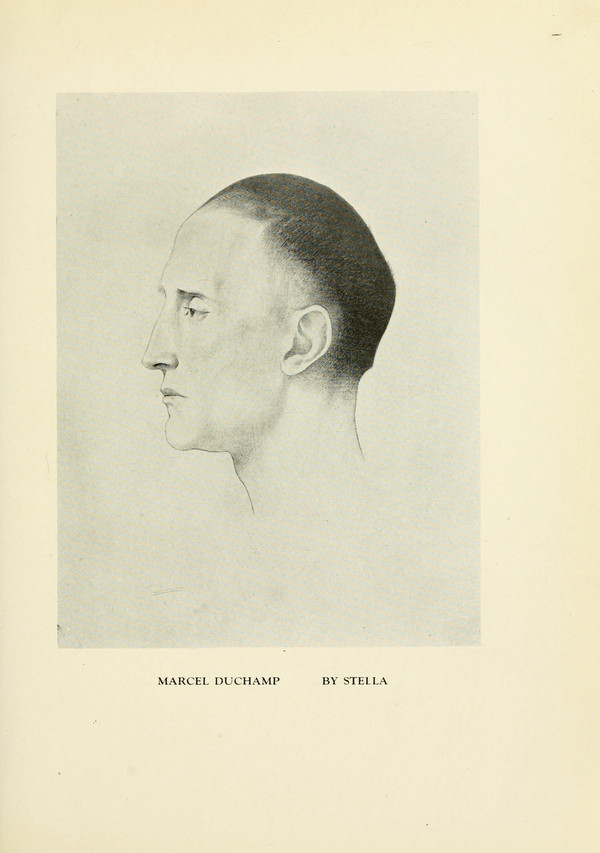
Marcel Duchamp von Joseph Stella, 1920

1920 gründete Duchamp zusammen mit Katherine Sophie Dreier und Man Ray die „Société Anonyme Inc.“ und kam in Kontakt mit anderen Künstlern der Avant-Garde. Im Jahr 1923 traf er die amerikanische Witwe Mary Reynolds in Paris wieder, die er bereits aus New York kannte; er führte mit ihr eine langjährige Beziehung bis zu ihrem Tod im Jahr 1950. Sie wurde eine bekannte Buchbinderin, deren Werke in der „Mary Reynolds Collection“ im Art Institute of Chicago gezeigt werden. Am 8. Juni 1927 heiratete Duchamp Lydie Sarazin-Levassor (1903–1988), doch erfolgte sechs Monate später die Scheidung. Es wurde kolportiert, dass Duchamp die Ehe aus finanziellen Gründen geschlossen hätte, da Lydie die Enkelin des reichen Automobilfabrikanten Émile Levassor war. Lydie Sarazin-Levassor hat ihre Erinnerungen an die kurze Ehe mit Duchamp über 50 Jahre später aufgezeichnet, sie wurden erst 2004 postum veröffentlicht und erschienen 2010 in einer deutschen Übersetzung unter dem Titel Meine Ehe mit Marcel Duchamp.

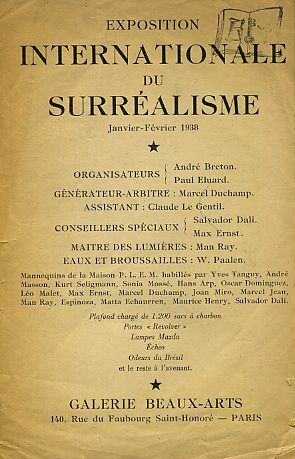
Titelseite des Katalogs zur Ausstellung, Paris 1938

Um 1928 gab er die Malerei auf und war seither vor allem als Schriftsteller und Organisator von Ausstellungen tätig. 1933 entdeckte er mit Mary Reynolds den spanischen Urlaubsort Cadaqués, wo sie Salvador Dalí und seine Frau Gala sowie Man Ray trafen. Cadaqués gehörte seitdem zu seinen bevorzugten Urlaubsorten, er besuchte ihn seitdem elfmal und sollte seinen letzten Geburtstag dort feiern.
1936 nahm Duchamp an der Ausstellung „Phantastic Art, Dada, Surrealism“ teil, die von Alfred H. Barr jun. im Museum of Modern Art in New York organisiert wurde. Ein Jahr später eröffnete Breton eine surrealistische Galerie unter dem Namen „Gradiva“ in der rue de Seine Nr. 31 in Paris, die jedoch nach kurzer Zeit wieder geschlossen wurde. Marcel Duchamp entwarf den Eingang zur Galerie, dessen Glastür mit einer Silhouette eines Arm in Arm gehenden Paars versehen war. In diesem Zusammenhang lernte er Wolfgang Paalen kennen, der das Holzfries an den Fensterrahmen gestaltete. 1938 organisierte Breton gemeinsam mit Éluard, Paalen und Duchamp als „Impulsgeber-Schiedsrichter“ („générateur-arbitre“) in Paris die Exposition Internationale du Surréalisme in der Galerie Beaux-Arts. Dort wurde seine Dekoration des Hauptraumes, 1200 Kohlensäcke, an der Decke hängend, gezeigt. Zu seinen ausgestellten Werken gehörte auch Rrose Sélavy, eine lebensgroße weibliche Schaufensterpuppe, die Kleider Duchamps trug. Duchamp beriet Peggy Guggenheim, die er seit den 1920er-Jahren aus Paris kannte, bei der Eröffnung ihrer Galerie Guggenheim Jeune in London, die im Januar 1938 mit einer Jean-Cocteau-Ausstellung stattfand. Es bedurfte vorher eines kompletten Einführungskurses in die moderne Kunst durch Duchamp, denn Guggenheim hatte, wie sie bekannte, vorher keine Kenntnisse darüber. Auf Empfehlung Marcel Duchamps gab Peggy Guggenheim Wolfgang Paalen im März 1939 eine Einzelausstellung in ihrer Londoner Galerie. Duchamp war es auch, der Paalen dem New Yorker Galeristen Julien Levy empfahl, der im März 1940 in seiner neuen Galerie in der 15 East 57th Street mit großem Anklang bei der Presse Paalens surrealistische Bilder aus Paris und einige neue Papierarbeiten aus Mexiko ausstellte.

### Wieder in New York
1942 verließ Duchamp aufgrund des Zweiten Weltkriegs Frankreich und emigrierte nach New York. Mary Reynolds hatte es vorgezogen, in Paris zu bleiben, wo sie sich der Résistance anschloss, und nach der Verfolgung durch die Gestapo nach einer abenteuerlichen Flucht über die Pyrenäen im April 1943 in New York eintraf. Kurz vor Kriegsende kehrte sie allein nach Paris zurück.
Duchamp organisierte zusammen mit André Breton und unter Beteiligung von Künstlern wie Max Ernst, Alexander Calder und David Hare die Ausstellung „First Papers of Surrealism“, die vom 14. Oktober bis zum 7. November 1942 im Whitelaw Reid Mansion stattfand. Er stattete die Ausstellungsräume mit einem riesigen Spinnennetz aus Bindfäden aus, die auch die ausgestellten Werke nicht verschonten, sodass einige von ihnen kaum zu erkennen waren. Im selben Jahr war er Mitbegründer des surrealistischen Magazins VVV in New York.
1945 entwarf Duchamp die Einbände für die Marcel Duchamp-Sondernummer der Zeitschrift View und für den Man-Ray-Katalog zur Ausstellung in der Julien Levy Gallery im April 1945. Im Jahr 1946 war Duchamp Mitglied der Jury des Bel Ami Kunstwettbewerbes neben Alfred H. Barr jun. und Sidney Janis, der für den amerikanischen Film The Private Affairs of Bel Ami von dessen Produzenten ausgeschrieben wurde. Die Jury wählte das Bild Die Versuchung des heiligen Antonius von Max Ernst als Sieger des Wettbewerbs aus. Am 30. September 1950 verstarb Mary Reynolds, Duchamps langjährige Lebensgefährtin, in Paris. Duchamp war aus New York angereist, um die letzten Lebenstage mit ihr verbringen zu können und übernahm nach ihrem Tod die Verantwortung für die Haushaltsauflösung. Ihren künstlerischen Nachlass und die Sammlung zahlreicher dadaistischer und surrealistischer Dokumente schickte er an Reynolds Bruder Brookes Hubachek, der es der Ryerson & Burnham Libraries des Art Institute of Chicago stiften sollte.
1952 wurde Duchamp in das Collège de ’Pataphysique aufgenommen, das 1948 in Paris zu Ehren des französischen Schriftstellers Alfred Jarry gegründet worden war.
Am 16. Januar 1954 heiratete er ein weiteres Mal: Seine zweite Ehefrau Alexina Duchamp, genannt Teeny, war vorher mit Pierre Matisse, dem bekannten Galeristen in New York und Sohn des Malers Henri Matisse, verheiratet gewesen. Sie waren sich bereits früher begegnet, kannten sich aber nur flüchtig. Duchamp hatte sie 1951 auf Einladung von Max Ernst und dessen Frau, Dorothea Tanning, bei einem Besuch in Alexinas Haus in Lebanon, New Jersey, wiedergesehen, und sie verliebten sich ineinander. Am 30. Dezember 1955 wurde er amerikanischer Staatsbürger. Im Jahr 1962 wurde Duchamp Mitglied der internationalen Autorenvereinigung Oulipo.

### Letzte Jahre
Im Jahr 1963 fand die erste Duchamp-Retrospektive im Pasadena Art Museum unter der Leitung des Kurators Walter Hopps statt. Die Eröffnung mit insgesamt 114 Werken war am 7. Oktober; viele kalifornische Künstler zählten zu den Besuchern, die Duchamp als „veritablen Helden“ ansahen. Andy Warhol gehörte ebenfalls zu den Besuchern der Eröffnungsausstellung. Hopps hatte sieben Räume mit der Ausstellung belegt. Der erste Raum umfasste Fotos und Plakate, der zweite Raum war wie ein Salon Anfang des 20. Jahrhunderts gestaltet und enthielt Zeichnungen von Duchamp für Le Rire sowie einige Gemälde aus der fauvistischen Periode wie das Porträt seines Vaters als Kernstück. Der dritte Raum zeigte tragbare Schachspiele, die er entworfen hatte, sowie Zeichnungen und Gemälde zum Thema Schach. Der darauf folgende Raum war kubistisch gestaltet und zeigte zwei Versionen seines Akt, eine Treppe herabsteigend (Fassungen zwei und drei), das Portrait (Dulcinée), König und Dame, umgeben von schnellen Akten, Der Übergang von der Jungfrau zur Braut sowie Die Braut. Als Höhepunkt schloss sich der extra weiß gestrichene Saal an, in dessen Mitte eine Kopie des Großen Glases stand und der Repliken seiner wichtigsten Readymades wie Der Flaschentrockner und Fountain enthielt. Die letzten beiden Räume zeigten Duchamps optische Arbeiten wie Rotoreliefs und Schachtel im Koffer sowie einige Nebenwerke.

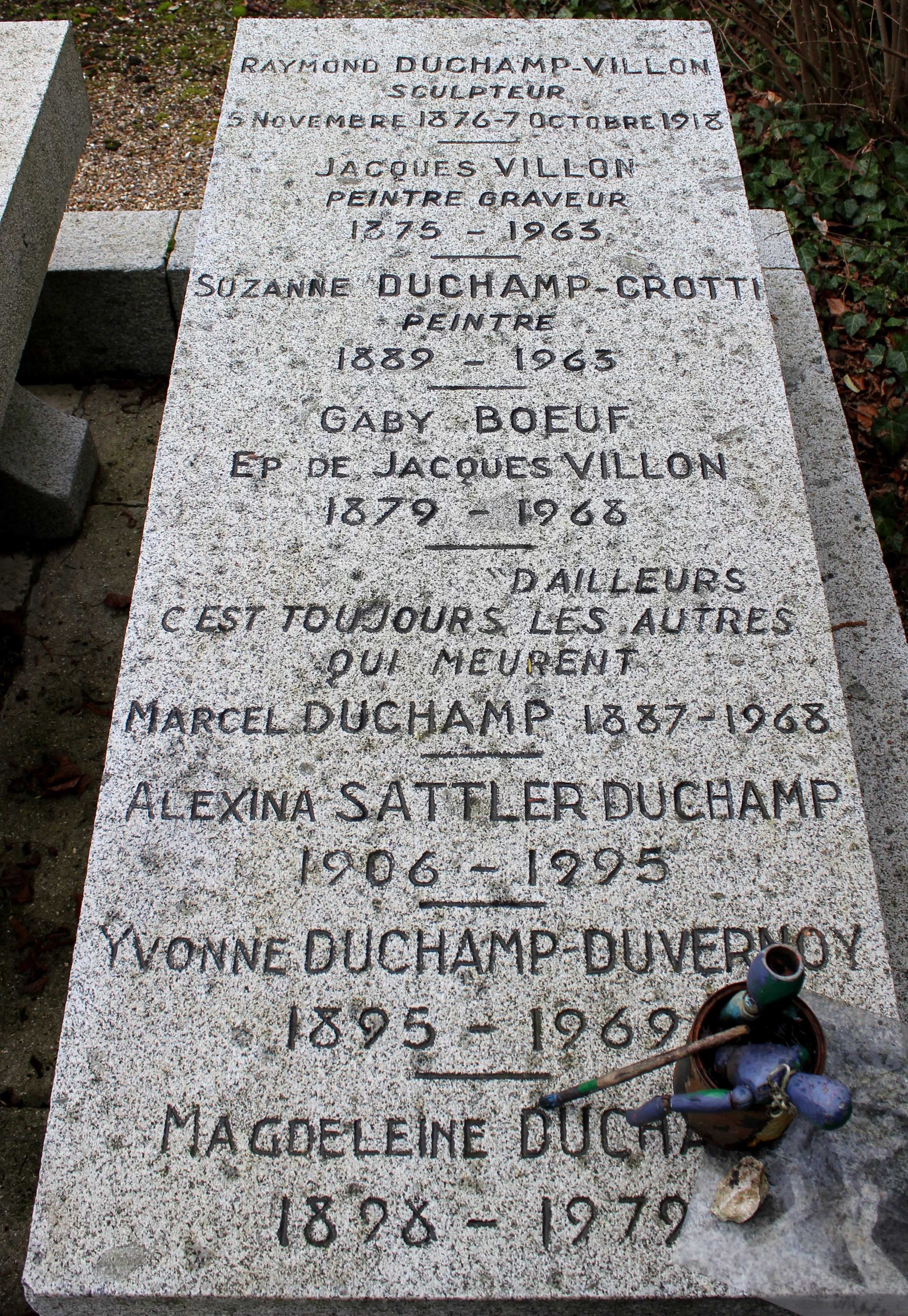
Das Familiengrab Duchamp in Rouen

Duchamp war Teilnehmer der documenta III in Kassel im Jahr 1964, und im folgenden Jahr stellte er in der Kestner-Gesellschaft in Hannover aus unter dem Titel Marcel Duchamp, même.
Im Jahr 1967 half Duchamp, eine Ausstellung des Musée des Beaux-Arts in Rouen zu organisieren, Les Duchamps: Jacques Villon, Raymond Duchamp-Villon, Marcel Duchamp, Suzanne Duchamp.
In der Nacht vom 1. auf den 2. Oktober 1968 verstarb Duchamp nach einem fröhlichen Abend mit seiner Frau Teeny und den Freunden Nina und Robert Lebel sowie Man Ray und Frau Juliet in seiner Wohnung in Neuilly, rue Parmentier Nr. 5, ein Appartement, das er von seiner Schwester Suzanne geerbt hatte. Teeny fand ihren Mann kurz vor ein Uhr morgens tot im Badezimmer liegend auf. Duchamp hatte in seinem Testament verfügt, es solle keine Trauerfeier geben. Seine Asche wurde auf dem Cimetière Monumental de Rouen in einem Familiengrab beigesetzt. Den Text für seine Grabinschrift hatte er selbst entworfen: „D’ailleurs c’est toujours les autres qui meurent“ („Im übrigen sind es immer die anderen, die sterben.“).
Duchamp war postum in Kassel auf der documenta 5 (1972) und der documenta 6 im Jahr 1977 mit Werken vertreten.

## Werk

### Überblick
Nach Duchamps Aufenthalt in München 1912 markierte sich eine drastische Wende in seinem Werk. War er bisher Maler im Umfeld der herrschenden Traditionen der westlichen Welt gewesen, eingeschlossen die avantgardistischen Stile vom Post-Impressionismus, Fauvismus bis zum Kubismus, die er durchlaufen hatte, lehnte er fortan die traditionellen Methoden und Materialien ab. An ihre Stelle trat mechanisches Zeichnen, ironische Texte und Experimente, die den Zufall als Ersatz für die bewusste Kontrolle des Künstlers einsetzten. Duchamp bezeichnete die herkömmliche Malerei abschätzig als „retinal“, während er auf dem Weg war, durch sein Interesse an Bewegung den Übergang von einem mentalen oder psychologischen Zustand zu einem anderen zu erreichen.

### Akt, eine Treppe herabsteigend Nr. 2
Das auf der Armory Show 1913 ausgestellte Gemälde Akt, eine Treppe herabsteigend Nr. 2 führte zu Diskussionen innerhalb des Publikums. Für Duchamp, der den Skandalerfolg nicht erwartet hatte, war damit die konventionelle Leinwandmalerei, die er als „olfaktorische Masturbation“ bezeichnete, erledigt.

„Für mich ist die Malerei veraltet. Sie ist Energieverschwendung, keine gute Masche, nicht praktisch. Wir haben jetzt die Photographie, das Kino – soviel andere Wege um das Leben auszudrücken.“

### DasGroße Glas
Der radikale Bruch mit der ihn umgebenden zeitgenössischen Kunst fand 1912 während eines einsamen längeren Aufenthalts in München statt. 1915 begann er sein Werk Die Neuvermählte/Braut wird von ihren Junggesellen entkleidet, sogar (oder: Großes Glas) (La Mariée mise à nu par ses célibataires, même). Duchamp brachte viel Zeit mit der Konzeption dieser Arbeit zu und erwähnt sie immer wieder in seinen Notizen. Der Begriff „Junggesellenmaschine“ aus Duchamps „Notes and Projects for The Large Glass“ (1914–1923) bekam philosophiegeschichtliche Bedeutung. Als „Junggesellenmaschine“ bezeichnete Duchamp den unteren Teil seines Großen Glases.
Im Jahr 1921 erwarb Katherine Sophie Dreier das Große Glas aus dem Besitz der Arensbergs. 1923 stellte Duchamp die Arbeit daran ein, es blieb unvollendet. Das Große Glas wurde zuerst 1926/1927 im Brooklyn Museum ausgestellt. Beim Rücktransport zerbrach das Werk. Mehrere Jahre später, 1936, reparierte es Duchamp und integrierte das Zersplittern in das Werk, indem er es so wieder zusammensetzte, dass die Spuren sichtbar blieben.
Das Große Glas besteht aus einer bemalten, senkrecht stehenden zweiteiligen großen Glasplatte. Die horizontale Fuge in der Mitte bildet den Horizont. Die Braut im oberen Teil stellt sich als eine Art Maschine dar, die keine menschlichen Züge trägt – eine Weiterentwicklung von Akt, eine Treppe hinuntersteigend. Rechts von ihr befindet sich die Inschrift oder Milchstraße. Im unteren Teil des Glases befinden sich links die Junggesellen, im Einzelnen sind dies Priester, Leichenträger, Stationsvorsteher, Schutzmann, Lakai, Kürassier. Sie setzen durch ihr Begehren nach der Braut die Schokoladenreibe rechts daneben in Gang, ein Motiv, das Duchamp seit jeher fasziniert hatte. Das Werk funktioniert wie eine Versuchsanordnung, die Junggesellen begehren die Braut, ohne ihrer habhaft zu werden (Eros), es ist selbstreferentiell, und wirkt zunächst kryptisch. Das Große Glas sollte eine „Vermählung von geistigen und visuellen Reaktionen“ hervorrufen, zugleich Darstellung und Idee sein.
Im Jahre 1963, anlässlich der Retrospektive im „Pasadena Art Museum“, ließ sich Duchamp vor diesem Werk beim Schachspiel mit einer nackten Frau, der 20-jährigen Studentin Eve Babitz, von dem amerikanischen Fotografen Julian Wasser fotografieren. Die Fotografie demonstriert das vorläufige Ende seiner bildnerischen Tätigkeit, in dessen Folge Duchamp sich dem Kunsthandel und zunehmend dem Schachspiel widmete. Julian Wassers Fotoserie wurde weltbekannt, häufig reproduziert und sorgte sogar in der Schachwelt für einige Aufmerksamkeit. Duchamp gewann das erste Spiel gegen Babitz in drei Zügen.
Erläuterungen zum Großen Glas und andere Ideen lieferte Duchamp in den Textfragmenten der Grünen Schachtel  von 1934. Die Worte sollten „nicht bloß Kommunikation“, sondern direkter Bestandteil der Kunst sein, „wie eine Farbe“, so Duchamp.

„Sie [die Grüne Schachtel] präsentiert bloß vorbereitende Notizen zum Großen Glas, und auch diese nicht in der endgültigen Form, die ich irgendwie analog einem Warenhauskatalog von Sears Roebuck konzipiert hatte, der dem Glas beigegeben und genauso wichtig gewesen wäre, wie das sichtbare Material.“

### DieReadymades
Mit dem Jahr 1913 führte er das „erste Readymade ein, kein vom Künstler geschaffenes, sondern von ihm ohne jedes ästhetische Vorurteil ausgesuchtes (und darin vom Objet trouvé verschiedenes) Alltagsobjekt“ in die Kunst ein, prägte den Begriff Readymade jedoch erst 1915/16. Das 1914 entstandene Readymade Flaschentrockner war ein massenhaft industriell erzeugter Gebrauchsgegenstand, also in den Augen der meisten ein eher wertloses Objekt, dessen Form, losgelöst von der Funktion, eine ganz eigene Charakteristik hatte, die allerdings zuvor – bis zu Duchamps Geste des Signierens, und der Bedeutung, die er ihm damit verlieh – sozusagen unsichtbar blieb. Duchamps Geste wird als „die Geburt“ der Konzeptkunst betrachtet.
Aktionen wie die Verhüllung des Reichstages von Christo stehen in dieser Tradition: Durch das Verhüllen wird etwas Gewöhnliches erst wieder wirklich sichtbar.

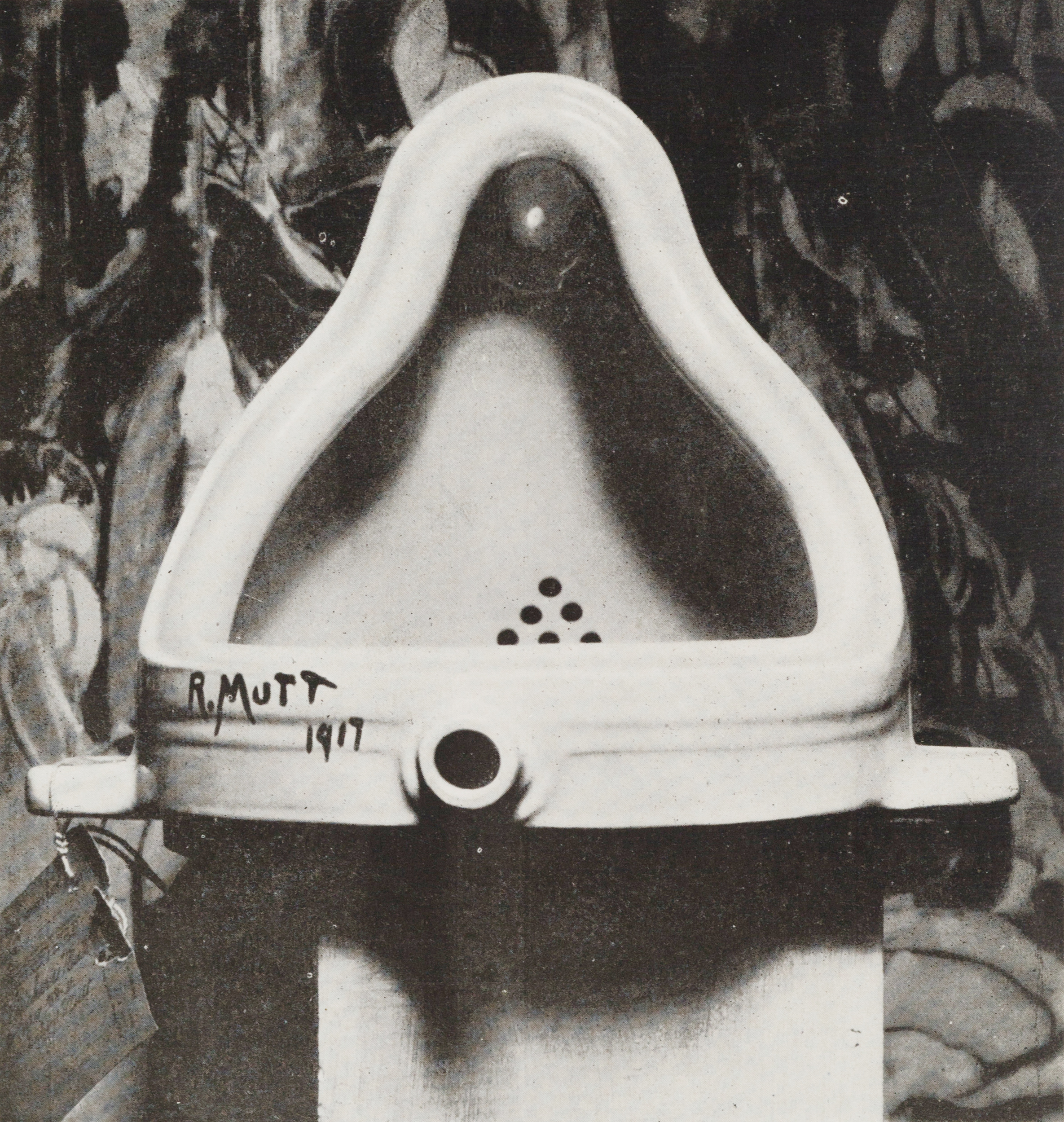
Fountain, Foto von Alfred Stieglitz (1917)

Im Jahre 1917 besorgte sich Duchamp bei der New Yorker Firma „J. L. Mott Iron Works“, einem Händler für Sanitärbedarf, ein Urinal, ein Pissoirbecken für öffentliche Bedürfnisanstalten, gab ihm den Titel Fountain, signierte es mit dem Pseudonym „R.[ichard] Mutt“ und reichte es unter diesem pseudonymisierten Künstlernamen für die Jahresausstellung der Society of Independent Artists in New York ein. Seine Einsendung wurde heftig diskutiert, denn Duchamp verstieß mit ihr bewusst gegen alle ‚Regeln‘ der traditionellen Kunst und provozierte damit die Zurückweisung seines Werkes durch die Jury der Ausstellung, der er selbst mit angehörte und aus der er nach der Zurückweisung des Werkes austrat. Das heute verlorene Objekt ist durch eine Fotografie von Alfred Stieglitz in der zweiten Ausgabe von The Blind Man (New York, Mai 1917) authentisch überliefert.
Die Gruppe um Marcel Duchamp sorgte für Publizität. Fountain wurde somit „ausgestellt“ – jedoch nicht im konventionellen Sinn: Fountain wurde zum Medienereignis. Vom größten Teil der Kunsthistoriker wird Marcel Duchamp daher als Erfinder des Readymade und Kunstrevolutionär, und das Werk „Fountain“ als ein zentrales Werk der Kunstgeschichte gesehen, mit dem er alle bisherigen Kunstbegriffe ironisch infrage stellte. Außer als Provokation kann man Duchamps „Fountain“ auch als Reaktion auf das zunehmende Vertrauen in die Rationalität des Menschen sehen. Seit längerer Zeit gibt es jedoch begründete Hinweise darauf, dass Fountain nicht von Duchamp, sondern von seiner Freundin Elsa von Freytag-Loringhoven stammen könnte.
Duchamp arbeitete 1919 an dem Readymade L.H.O.O.Q., einer Reproduktion der Mona Lisa von Leonardo da Vinci, dessen 400. Todestag in jenem Jahr gefeiert wurde. Er fügte der Reproduktion mit Bleistift einen Schnauz- und Spitzbart hinzu. Nach der Duchamp’schen Paronomasie lässt sich das Werk auf zwei Weisen lesen: Einerseits lassen sich die einzelnen Lettern des Titels Französisch ausgesprochen „elle a chaud au cul“ („sie hat einen heißen Arsch“) lesen, andererseits „offenbart sich eine andere Beklemmung, indem durch das Hinzufügen von männlichen Attributen zu einem der berühmtesten und am meisten abergläubisch verehrten Frauenportraits ein subtiler Witz an Leonardos eigener Homosexualität und an Duchamps Interesse in der Konfusion der sexuellen Rolle.“ angespielt wird. Ein Vorgänger dieser Arbeit war Sapecks Karikatur der Mona Lisa mit dem Titel La Joconde fumant la pipe (La Gioconda, eine Pfeife rauchend) aus dem Jahr 1887.
1921 schuf Duchamp Belle Haleine – Eau de Voilette (Schöner Atem – Schleierwasser) – ein Parfumflakon. Nach dem Muster des Pariser Parfumeurs Rigaud versah er ein Muster der Marke Un air embaumé mit einem neuen Etikett. Über den Schriftzug „Belle Haleine“ klebte er in das Medaillon auf dem Flakon die Verkleinerung von Man Rays Fotografie Rrose Sélavy, und so signierte der Künstler auch die bauchige Originalverpackung. Dieses Readymade galt lange Zeit als verschollen, tauchte 2009 im Nachlass von Yves Saint Laurent wieder auf und wurde für 7,9 Millionen Euro bei Christie’s versteigert. Im Januar 2011 wurde es für 72 Stunden in der Neuen Nationalgalerie Berlin ausgestellt. Es gehört zu den wenigen Originalen, die von Duchamps Readymades erhalten sind, die meisten wurden weggeworfen oder zerstört und existieren nur noch als Nachbauten aus den 1960er Jahren.
Duchamp nutzte seine Readymades als eine Art Gegenkunst, denn er vertrat die Ansicht, dass der Künstler jederzeit von der Gesellschaft abhängig ist und sich aufgrund deren Korruptheit nie frei entfalten könne. Das führte auch dazu, dass sich seine Bedeutung mehr am theoretischen als am künstlerischen Schaffen misst. Mit seinen Werken kritisierte er den konventionellen Geschmack und forderte die Betrachter dazu heraus, ihre bisherigen Definitionen von ‚Kunst‘ zu überdenken und möglicherweise die Sinnlosigkeit der Kunst im bisherigen Sinne zu erkennen.

„Ich schuf sie ohne Absicht, ohne jede andere Absicht, als Ideen abzustoßen. Jedes Readymade ist verschieden. Zwischen den […] Readymades findet man keinen gemeinsamen Nenner, außer daß sie manufakturierte Waren sind. Was das aufspüren eines Leitgedankens betrifft: nein. Indifferenz. Indifferenz gegenüber dem Geschmack: weder Geschmack im Sinne der fotografischen Reproduktion noch Geschmack im Sinn des gut gemachten Materials. Der gemeinsame Punkt ist Indifferenz.“

Diese Gedanken nahmen viele Künstler nach ihm auf, unter anderem Jasper Johns und Robert Rauschenberg, weshalb Duchamp oft auch als Mitbegründer der modernen Kunst bezeichnet wird.
Die amerikanische Bildhauerin Rhonda Roland Shearer stellte 1997 in ihrer Veröffentlichung Marcel Duchamp’s Impossible Bed and Other ’Not’ Readymade Objects: A Possible Route of Influence From Art to Science die Hypothese auf, dass Duchamp ein eigenes Porträt als 25-Jähriger mittels Fotomontage in die Reproduktion der Mona Lisa eingefügt habe. Andere Readymades habe er ebenfalls bearbeitet und nicht nur gekauft und signiert.

### Schachtel im Koffer
Von 1935 bis 1941 entwickelte Duchamp seine Idee eines tragbaren Künstlermuseums, einer Boîte-en-valise (Schachtel im Koffer), als Deluxe-Ausführung in 20 Boxen mit lederner Hülle. Sie enthielten jeweils 69 Reproduktionen seiner Werke mit leichten Unterschieden in Design und Inhalt. Die kleinen Objekte fanden durch ein speziell entwickeltes Faltsystem in der Schachtel Platz. In der Schachtel wurden „seine seit 1910 geschaffenen Kunstwerke in miniaturisierter und reproduzierter Form jederzeit verfügbar und vorzeigbar“ gemacht. Eine Boîte-en-valise wurde von Peggy Guggenheim in ihrer Galerie Art of This Century in New York 1942 ausgestellt. Eine spätere Edition, bestehend aus sechs unterschiedlichen Ausführungen, entstand in den 1950er- und 1960er-Jahren; an die Stelle des Koffers trat unterschiedlich eingefärbter Stoff und die Anzahl der Werke darin variierte.

### Gegeben sei: 1. Der Wasserfall, 2. Das Leuchtgas
Als Duchamps letztes Werk entstand in zwanzigjähriger Arbeit ein Raumobjekt mit dem Titel Etant donnés: 1° la chute d’eau / 2° le gaz d’éclairage. Hinter einer alten Holztür und einer durchbrochenen Ziegelmauer als Rahmen ist ein liegender Frauenakt aufgebaut. Der Körper liegt auf Reisig, der Arm der Frau hält, parallel zum linken Oberschenkel, eine altmodische Leuchtgaslampe in die Höhe. Im Hintergrund ist ein kleiner heller Wasserfall zu sehen. Die hügelige, bewaldete Landschaft ist eine übermalte Fotomontage, der lebensgroße Frauenkörper besteht aus Gips und bemaltem Pergament. Das Gesicht der Frau wird durch eine blonde Perücke verdeckt, die Füße und der rechte Arm der Frau wurden ebenfalls nicht konstruiert. Die Schenkel der Frau sind geöffnet, ihr Geschlecht ist nackt. Die Szenerie kann im Museum nur durch zwei Gucklöcher in der Tür betrachtet werden.
Das Diorama-ähnliche Raumobjekt aus unterschiedlichsten Materialien entstand von 1946 bis 1966 nach und nach in Duchamps Greenwich Village Atelier. Nach Duchamps Tod wurde es im Juni 1969 vom Kunstmuseum in Philadelphia der Öffentlichkeit zugänglich gemacht. Nach Duchamps Willen gab es keine förmliche Eröffnung, seine letzte Installation sollte auf stille Weise ihren Platz unter dem Sammlungsbestand der Walter-Conrad-Arensberg-Sammlung einnehmen. Als erste Studie für sein Werk gilt die auf 1947 datierte Bleistiftzeichnung der brasilianischen Bildhauerin Maria Martins, seine Geliebte von 1946 bis 1951. Nach ihr soll der Torso geformt worden sein und nach seiner zweiten Frau, Alexina (Teeny) Duchamp, der linke Arm und die Hand, die die Gaslampe hält, sowie der blonde Haarschopf.

## Schach
Zwischen 1928 und 1933 beschäftigte er sich hauptsächlich mit Schach, er nahm mit der französischen Nationalmannschaft an der inoffiziellen Schacholympiade 1924 in Paris und vier offiziellen Schacholympiaden teil: 1928 in Den Haag, 1930 in Hamburg, 1931 in Prag und 1933 in Folkestone. Zudem befasste er sich theoretisch mit dem Spiel und publizierte zusammen mit Vitali Halberstadt in L’opposition et les cases conjuguées sont réconciliées eine Abhandlung über Bauernendspiele.
Am Schachspiel faszinierte ihn sowohl die intellektuelle Abstraktion als auch der visuelle Aspekt, der durch die Bewegungen der Schachfiguren auf dem Brett entsteht. Außerdem schätzte er das Fehlen einer gesellschaftlichen Zweckbestimmung. Schach ermöglichte es ihm, sich dem Kunstbetrieb zu entziehen.
In einer Rede beim Schachkongress von Cazenovia 1952 äußerte Duchamp Folgendes:
„Durch meinen engen Kontakt mit Künstlern und Schachspielern bin ich zu dem persönlichen Schluss gekommen, dass zwar nicht alle Künstler Schachspieler, aber alle Schachspieler Künstler sind.“
Sein Interesse am Schachspiel schlug sich auch vielfach in seinem künstlerischen Schaffen nieder. Er entwarf unter anderem das Plakat für die Schachmeisterschaft von Frankreich 1925, verarbeitete seine Partieaufzeichnung gegen Savielly Tartakower in Chess Score (1965) und veranstaltete am 5. März 1968 in Toronto eine Reunion betitelte Performance zusammen mit John Cage. Dabei spielten die beiden eine Schachpartie, bei der durch Sensoren im Schachbrett Tonfolgen ausgelöst wurden.

## Film
In René Clairs Kurzfilm aus dem Jahr 1924, Entr’acte, spielte Duchamp mit Man Ray Schach auf dem Dach des Théâtre des Champs-Élysées, während Francis Picabia sie mit Wasser bespritzte.
1926 beendete Duchamp die Arbeiten zu seinem Experimentalfilm Anémic Cinéma, der in Man Rays Pariser Atelier mit der Hilfe des Filmemachers Marc Allégret gedreht wurde. Es war eine siebenminütige Animation von neun Wortspielen, veröffentlicht für den Kunsthandel unter seinem Pseudonym Rrose Selavy. Die Buchstaben waren in einem spiralförmigen Muster auf schwarzen Scheiben angebracht und auf sich drehende Schallplatten geklebt; sie wechselten sich mit Aufnahmen von seinen „Rotoreliefs“ ab. Diese waren zehn abstrakte Zeichnungen, deren Drehung einen sich vorwärts- und zurückbewegenden erotischen Rhythmus ergab.
Duchamp war in mehreren Filmen des Dadaisten Hans Richter vertreten, so in Dreams That Money Can Buy (Träume zu verkaufen) aus dem Jahr 1947. Richter setzte die Entwürfe seiner Künstlerkollegen wie Duchamp, Max Ernst und Man Ray um. Duchamp ließ in seiner Sequenz zur musikalischen Untermalung von John Cage einen Akt eine Treppe herabsteigen. Zwei weitere Gemeinschaftswerke folgten: 8 × 8: A Chess Sonata in 8 Movements (1956/57), ein Film über das Schachspiel, in dem neben Jean Cocteau, Paul Bowles, Alexander Calder und Jacqueline Matisse auch Marcel Duchamp mitwirkte. Zu Richters letztem Werk Dadascope (1961), ein Film mit Gedichten und Prosa, trugen Duchamp und Künstler der Dada-Bewegung wie Hans Arp, Raoul Hausmann und Richard Huelsenbeck bei.
Andy Warhol drehte 1966 einen zwanzigminütigen Film über Duchamp mit dem Titel Screen Test for Marcel Duchamp (Leinwandtest). Duchamp saß während der Aufnahme im Sessel und rauchte eine Zigarette.

## Rezeption
Am 11. Dezember 1964 führte Joseph Beuys im Zuge einer Live-Sendung des ZDF im Landesstudio Nordrhein-Westfalen die Aktion Das Schweigen von Marcel Duchamp wird überbewertet aus. Der Titel der Aktion enthält einerseits „Kritik an Duchamps Kunstbegriff und ebenso an seinem späteren Verhalten und dessen Kultivierung, als er die Kunst aufgab und nur noch dem Schachspiel und der Schriftstellerei nachging.“ Andererseits die zu dieser Zeit, Mitte der 1960er Jahre, unter den Fluxus nahestehenden oder angehörenden Künstlern kontrovers geführte Debatte, ob man sich unter dem Rubrum Neo-Dada in die Duchamp-Tradition einreihen solle.
Uwe M. Schneede führt in seinem Buch über die Aktionen von Beuys noch einen weiteren Zusammenhang mit dieser Aktion und den Duchamp’schen Readymades auf, indem er Beuys’ Werk Stuhl mit Fett, das ein Jahr zuvor entstand, auf die Readymade-Praxis überträgt.
Im Mittelpunkt der Aktion stand ein im Fernsehstudio aufgestellter rechtwinkliger, nach einer Seite offener Bretterverschlag. Beuys, „eine Filzdecke mit sich ziehend, betrat das Aktionsfeld, legte die Filzdecke ab, entnahm einem Margarinekarton die einzelnen Packungen und stapelte sie.“ Danach brachte Joseph Beuys eine Fettecke in den Winkeln des Verschlags an. Auf dem Boden vor dem Holzwinkel lag eine quadratische Platte mit den in brauner Farbe geschriebenen Worten DAS SCHWEIGEN VON MARCEL DUCHAMP WIRD ÜBERBEWERTET, wobei er DUCHAMP unterstrichen hatte.
Der britische Pop-Art Künstler Richard Hamilton begann 1965 mit der Rekonstruktion von Marcel Duchamps Le Grand Verre.
Merce Cunningham führte am 10. März 1968 mit seiner Dance Company das Stück Walkaround Time auf, das mit einem von Jasper Johns nach Motiven des Großen Glases gestalteten Bühnenbild ausgestattet war.
Die walisische Objektkünstlerin Bethan Huws bezieht sich in ihren „Objekt-Vitrinen“ unter anderem auf Marcel Duchamp, so auf sein Readymade Fountain.
Der französische Objekt- und Installationskünstler Saâdane Afif, der 2009 den Marcel-Duchamp-Preis erhielt, begann noch im selben Jahr seine Arbeit Fountain Archive. Bis heute kontinuierlich fortgeführt, besteht sie gegenwärtig aus rund 300 Bildern des Urinals von Marcel Duchamp. Jedes dieser Bilder wurde allen möglichen Publikationen – angefangen von Büchern, über Zeitungen, Magazinen und Lexika, bis hin zu Pornoheften – entnommen. Die einzelnen herausgetrennten Blattseiten integriert Afif in jeweils dafür angepasste Bilderrahmen mit zum Teil farbigen Rückwänden, womit der Rahmen fester Bestandteil des gesamten Bildes wird. Entsprechend dem architektonischen Ambiente erfolgt dann die Installation.
Der deutsche Konzeptkünstler und Möbeldesigner Rafael Horzon bezieht sich in seinem Werk Das weisse Buch (2010) auf Duchamps Verfahren. Während Duchamps Innovation Anfang des 20. Jahrhunderts darin bestanden habe, Alltagsgegenstände zu Kunst zu erklären, bestehe Horzons Innovation Anfang des 21. Jahrhunderts für den Kunstkritiker Peter Richter darin, Dingen, die als Kunst wahrgenommen würden, die Bezeichnung als Kunst zu verweigern. Horzon bezeichnet sich selbst als Unternehmer und verschiedene Arbeiten als „Wanddekorationsobjekte“.

## Forschung
2009 wurde das Duchamp-Forschungszentrum im Staatlichen Museum Schwerin gegründet. Seitdem werden Künstler und Wissenschaftler aus aller Welt eingeladen, sich mit den Werken aus der Sammlung, des Staatlichen Museums Schwerin auseinanderzusetzen und ihre Forschungsergebnisse zu diskutieren. Zu den Aktivitäten des Forschungszentrums zählen neben Ausstellungen zum Werk von Marcel Duchamp auch Vortragsreihen und wissenschaftliche Tagungen sowie im Rahmen der POIESIS-Schriftenreihe Publikationen, die unterschiedliche Facetten der Duchamp-Forschung aufzeigen. Zudem wird jährlich von den Freunden des Staatlichen Museums Schwerin e. V. das Duchamp-Forschungsstipendium ausgeschrieben; für die Dauer eines Jahres werden 500 Euro monatlich gezahlt.

## Würdigungen
1953 verlieh ihm das Collège de ’Pataphysique den Titel Satrape. 1960 wurde er in die American Academy of Arts and Letters gewählt. 1977 erschien als Fragment Victor, ein Roman über Marcel Duchamp, geschrieben von Henri-Pierre Roché, mit einem Vorwort von René Clair. Es wurde postum herausgegeben vom Centre national d’art et de culture Georges Pompidou, Paris.

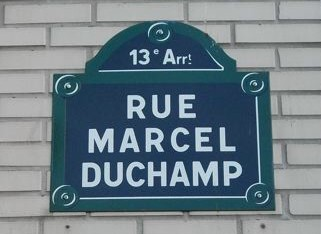

Der Prix Marcel Duchamp ist eine seit dem Jahr 2000 nach Marcel Duchamp benannte, mit 35.000 Euro dotierte Auszeichnung. Sie wird jährlich von der Association pour la Diffusion Internationale de l’Art Française (ADIAF) an französische oder in Frankreich lebende Künstler verliehen. Die ADIAF ist eine der wichtigsten Vereinigungen von Liebhabern, Mäzenen und Sammlern zeitgenössischer Kunst in Frankreich. Die Preisvergabe wird vom Musée d’Art Moderne im Centre Georges-Pompidou in Paris organisiert und vorgenommen.
Bei einer im Jahr 2004 durchgeführten Umfrage unter 500 Kunstexperten wurde Duchamps Readymade Fountain zum „most influential modern art work of all time“ gewählt. Es lag damit vor Pablo Picassos Gemälde Les Demoiselles d’Avignon und Andy Warhols Marilyn Diptych.
In Paris ist im 13. Arrondissement eine Straße nach ihm benannt.

## Werke (Auswahl)
- 1910: Porträt des Vaters (Philadelphia Museum of Art)
- 1911: Portrait de joueurs d’echecs (Philadelphia Museum of Art)
- 1912: Der Übergang von der Jungfrau zur Ehefrau (Museum of Modern Art, New York)
- 1912: König und Königin, von schnellen Akten umgeben (Philadelphia Museum of Art)
- 1912: Akt, eine Treppe herabsteigend Nr. 2
- 1912: Die Braut (La Mariée) (Philadelphia Museum of Art)
- 1913: Fahrrad-Rad, Readymade
- 1913: Broyeuse de chocolat No 1 (Philadelphia Museum of Art)
- 1914: Broyeuse de chocolat No 2 (Philadelphia Museum of Art)
- 1914: Flaschentrockner, Readymade (Replik von 1961 im Philadelphia Museum of Art)
- 1915: In Advance of the Broken Arm, Readymade (Replik von 1945 in der Yale University Art Gallery, New Haven, Connecticut)
- 1916: A Bruit Secret, Objekt mit einem unbekannten Gegenstand, der von Walter Arensberg hinzugefügt wurde (Philadelphia Museum of Art)
- 1917: Fountain, Readymade
- 1918: Tu m'/Tu m’emmerdes, das letzte Gemälde (Yale University Art Gallery, New Haven, Connecticut)
- 1919: L.H.O.O.Q., eine Verfremdung der Mona Lisa
- 1920: Fresh Widow (Museum of Modern Art, New York)
- 1920: Rotierende Glasplatten (Yale University Art Gallery, New Haven, Connecticut)
- 1921: Belle Haleine
- 1921: Why Not Sneeze, Rose Sélavy? (Philadelphia Museum of Art)
- 1915–1923: Das Große Glas (von Duchamp restauriertes Original im Philadelphia Museum of Art)
- 1926: Anémic Cinéma, Film in Zusammenarbeit mit Man Ray und Marc Allegret (Dokumentation auf moma.org)
- 1934: Die grüne Schachtel, Faksimiles von Notizen zu Das Große Glas, Auflage von 300 (Exemplar im Philadelphia Museum of Art)
- 1935/1953: Rotoreliefs, Offsetdrucke in einer Auflage von 500 (1935) bzw. 1000 (1953)[76] (Exemplar in der Yale University Art Gallery, New Haven, Connecticut)
- 1938: Tragbares Museum, Auflagenobjekt (Exemplar im Philadelphia Museum of Art)
- 1946–1966: Gegeben sei: 1. Der Wasserfall, 2. Das Leuchtgas, Installation (Philadelphia Museum of Art), Ansicht von außen, Ansicht von innen, Aufbauanleitung

### Kataloge, Schriften und Briefe
- Marchand du Sel. Ecrits de Marcel Duchamp. Hrsg.: Michel Sanouillet, Le Terrain Vague, Paris 1958; engl.: Salt Seller. The Writings of Marcel Duchamp. Oxford University Press, 1973.
- The Bride Stripped Bare by Her Bachelors, Even. Texte aus der Grünen Schachtel, Übers.: George Heard Hamilton, Typographie: Richard Hamilton, Lund/Humphries, London; Wittenborn, New York 1960.
- Marcel Duchamp, même. Katalog zu einer Ausstellung in der Kestner-Gesellschaft, Hannover 1965.
- The almost complete works of Marcel Duchamp. Katalog zu einer Ausstellung in der Tate Gallery (18. Juni – 31. Juli 1966), Arts Council of Great Britain, London 1966.
- Arturo Schwarz (Hrsg.): The complete Works of Marcel Duchamp. Thames and Hudson, London 1969.
- Marcel Duchamp. Hrsg.: Anne D’Harnoncourt und Kynaston McShine, The Museum of Modern Art, New York, und Philadelphia Museum of Art, 1973; Nachdruck: Prestel, München, 1989, ISBN 978-3-7913-1018-3.
- Marcel Duchamp: Die Schriften. Band I. Zu Lebzeiten veröffentlichte Texte. Hrsg. von Serge Stauffer. Regenbogen, Zürich 1981; Nachdruck: Konstanz 2018, ISBN 978-3-85862-729-2.
- Serge Stauffer: Marcel Duchamp. Interviews und Statements. Gesammelt, übersetzt und annotiert von Serge Stauffer. Hrsg. Ulrike Gauss. Graphische Sammlung Staatsgalerie Stuttgart. Edition Cantz, Ostfildern-Ruit 1992.
- Francis M. Naumann und Hector Obalk (Hrsg.): Affectt Marcel. The Selected Correspondence of Marcel Duchamp. Übers.: Jill Taylor. Thames and Hudson, London 2000, ISBN 0-500-01958-4.

### Sekundärliteratur
- Stefan Banz (Hrsg.): Marcel Duchamp and the Forestay Waterfall. JRP-Ringier, Zürich 2010, ISBN 978-3-03764-156-9.
- Patricia Bethlen: Marcel Duchamp und die alten Meister. Zu den Vorbildern des radikalen Kunsterneuerers. transcript, Bielefeld 2020, ISBN 978-3-8376-5366-3.
- Pierre Cabanne: Duchamp & Cie. Éditions Pierre Terrail, Paris 1997, ISBN 2-87939-124-5.
- Jürgen Claus: Marcel Duchamp. In: Jürgen Claus: Theorien zeitgenössischer Malerei. Rowohlt, Reinbek 1963.
- Dieter Daniels: Duchamp und die anderen. Der Modellfall einer künstlerischen Wirkungsgeschichte in der Moderne. Köln 1992.
- Sebastian Egenhofer: Abstraktion, Kapitalismus, Subjektivität. Die Wahrheitsfunktion des Werks in der Moderne. Wilhelm Fink, München 2008, ISBN 978-3-7705-4397-7.
- Vlastimil Fiala: The chess career of Marcel Duchamp. Moravian Chess, Olomouc, Bd. 1: 2002, ISBN 80-7189-420-6; Bd. 2: 2004, ISBN 80-7189-516-4.
- Lydie Fischer Sarazin-Levassor: Meine Ehe mit Marcel Duchamp. Piet Meyer Verlag, Bern 2010, ISBN 978-3-905799-07-1.
- Gerhard Graulich, Kornelia Röder (Hrsg.): Marcel Duchamp. Die Erfindung der Gegenwart. Hatje Cantz, Berlin 2020, ISBN 978-3-7757-5067-7.
- Sherin Hamed: Die Unsichtbare Farbe. Der Gebrauch und die Funktion der Titel in dem frühen Werk von Marcel Duchamp. LMU-Publikationen, München 2004 (Volltext)
- Dalia Judovitz: Unpacking Duchamp: Art in Transit. University of California Press, Berkeley 1995.
- Robert Lebel: Marcel Duchamp. Von der Erscheinung zur Konzeption. (Sur Marcel Duchamp. Trianon Press, Paris 1959; engl.: Marcel Duchamp. Grove Press, London 1959) Mit Texten von André Breton, Henri-Pièrre Roché und Marcel Duchamp. Übers. a. d. Franz.: Ursula Dreysse, Fritz Usinger. Dumont Schauberg, Köln 1972, ISBN 3-7701-0639-3 (Erw. Neuaufl. d. Ausg. Köln 1962).
- Heinz Herbert Mann: Marcel Duchamp 1917. Silke Schreiber, München 1999, ISBN 3-88960-043-3. (Darstellung der Ereignisse um Fountain)
- Bernard Marcadé: Marcel Duchamp: la vie à crédit; biographie. Flammarion, Paris 2007, ISBN 978-2-08-068226-0.
- Janis Mink: Duchamp. 3. Auflage. Taschen, Köln 2006, ISBN 3-8228-0883-0.
- Herbert Molderings: Marcel Duchamp. 2. Auflage, Campus, Frankfurt am Main 1987, ISBN 3-88655-178-4; 3. Auflage, Richter, Düsseldorf 1997, ISBN 3-928762-63-X.
- Herbert Molderings: Die nackte Wahrheit. Zum Spätwerk von Marcel Duchamp. Hanser, München 2012, ISBN 978-3-446-23872-5.
- Herbert Molderings: Über Marcel Duchamp und die Ästhetik des Möglichen. Walther König, Köln 2019, ISBN 978-3-96098-478-8.
- Francis M. Naumann: Marcel Duchamp. The Art of Making Art in the Age of Mechanical Reproduction. Harry N. Abrams, New York 1999, ISBN 0-8109-6334-5.
- Octavio Paz: Nackte Erscheinung. Das Werk von Marcel Duchamp. Suhrkamp, Frankfurt am Main 1991, ISBN 3-518-38333-7.
- Henri-Pierre Roché: Victor. Ein Roman. (Romanfragment über Duchamp). Mit einem Vorwort von Jean Clair. Aus dem Französischen von Simon Werle. Schirmer–Mosel, München 1986, ISBN 3-88814-211-3.
- Jean-Marc Rouvière: Au prisme du readymade, incises sur l'identité équivoque de l'objet. préface de Philippe Sers et G. Litichevesky, L'Harmattan, Paris 2023, ISBN 978-2-14-031710-1.
- Jerrold Seigel: The Private Worlds of Marcel Duchamp: Desire, Liberation, and the Self in Modern Culture. University of California Press, Berkeley 1995.
- Werner Spies: Duchamp starb in seinem Badezimmer an einem Lachanfall. Hanser, München 2005, ISBN 3-446-20581-0.
- Theo Steiner: Duchamps Experiment. Zwischen Wissenschaft und Kunst. Wilhelm Fink Verlag, München 2006, ISBN 978-3-7705-4303-8.
- Ernst Strouhal: Duchamps Spiel. Sonderzahl, Wien 1994, ISBN 978-3-85449-066-1.
- Calvin Tomkins: Marcel Duchamp und seine Zeit. 1887–1968. (The World of Marcel Duchamp. 1887–. Time-Life, 1966), Übers.: Franziska Weldner und John Frederick Gorrissen, Time-Life, 1973.
- Calvin Tomkins: Marcel Duchamp. Eine Biographie. (Duchamp. A Biography. Henry Holt, New York 1996), Übers.: Jörg Trobitius, Hanser, München 1999, ISBN 3-446-20110-6; erweiterte Neuausgabe (engl.): Duchamp. A Biography. The Museum of Modern Art, New York 2014. ISBN 978-0-87070-892-3.
- Karina Türr: Marcel Duchamps „Fountain“. In: Karl Möseneder (Hrsg.): Streit um Bilder. Von Byzanz bis Duchamp. Dietrich Reimer, Berlin 1997, ISBN 3-496-01169-6, S. 221–235.
- Renate Wiehager; Daimler Art Collection (Hrsg.): Marcel Duchamp. The Curatorial Work. Chronology of Curated Shows and Collections/Das kuratorische Werk. Chronologie der kuratierten Ausstellungen und Sammlungen. Snoeck, Köln 2019, ISBN 978-3-86442-303-1.
- Renate Wiehager, Katharina Neuburger, Daimler Art Collection (Hrsg.): Duchamp als Kurator/Duchamp as Curator. Konferenzschrift zum Symposium Duchamp als Kurator (Daimler Contemporary Berlin, 25./26. April 2017), Snoeck, Köln 2017, ISBN 978-3-86442-230-0.
- Renate Wiehager, Katharina Neuburger, Daimler Art Collection (Hrsg.): Duchamp and the Women. Friendship, Collaboration, Network/Duchamp und die Frauen. Freundschaft, Kooperation, Netzwerke. Snoeck, Köln 2020, ISBN 978-3-86442-304-8.

## Abbildungen
1. ↑  Julian Wasser: Marcel Duchamp and Eve Babitz, Pasadena Museum of Art, 1963. Abgerufen am 10. August 2010.
2. ↑  Marcel Duchamp: The Bride Stripped Bare by Her Bachelors, Even (The Green Box), 1934. The Metropolitan Museum of Art, abgerufen am 6. Februar 2021.
3. ↑  The Blind Man 2, New York, Mai 1917, S. 2–3. Abgerufen am 14. August 2010.
4. ↑  Duchamp in seinem Studio, Schach spielend, 1952. Abgerufen am 6. Juni 2011.